# Kleverländisch
Kleverländisch, verschiedentlich (mit sprachverwandten niederländischen Idiomen zusammengefasst) auch als Nordniederfränkisch bezeichnet, ist eine Dialektgruppe innerhalb des Niederfränkischen, die zum kontinentalen westgermanischen Dialektkontinuum gehört. Es befindet sich nördlich der Uerdinger Linie und ist innerhalb Deutschlands und der Niederlande mit dem Südniederfränkischen verbunden. Mit unter wird ihm auch Ostbergisch zugerechnet, was aus aktueller germanistischer Sicht nicht mehr als zutreffend angesehen wird. Dieses bildet vielmehr von Norden nach Süden eine Interferenzzone des Ripuarischen zu den benachbarten westfälischen Dialekten.
Seit 1997 sind die in der niederländischen Provinz Limburg gesprochenen nordniederfränkischen Dialekte nach der Europäischen Charta der Regional- und Minderheitensprachen in den Niederlanden als Regionalsprache anerkannt.

## Dachsprachen
Kleverländisch stand infolge seiner wechselreichen Geschichte bis ins ausgehende 19. Jahrhundert unter starkem Einfluss der niederländischen Sprache und wurde von dieser überdacht. Infolgedessen orientierte sich der Dialekt, sofern dieser zur schriftlichen Kommunikation diente, an niederländischer Grammatik und Orthografie.
Über den engen Grad der Verwandtschaft zwischen dem Niederrheinischen (damalige Bezeichnung für Kleverländisch) und dem Niederländischen schrieb der Germanist Willy Sanders:

„Die engen Beziehungen des Niederrheinischen zum heutigen Niederländischen haben ihren natürlichen Grund im gemeinsamen niederfränkischen Sprachcharakter. Im Verein mit der früheren Verflechtung politisch-territorialer Art (etwa des Herzogtums Geldern mit seinen vier ‚Quartieren‘ Roermond, Nijmegen, Arnhem, Zutphen) führte dies dazu, daß am linken Niederrhein noch bis in unser Jahrhundert ein dem Niederländischen engverwandter Sprachtyp, volksläufig eben ‚Niederländisch‘, gesprochen wurde.“

Der Germanist Theodor Frings dachte diesbezüglich sogar weiter. Er forderte die generelle Eingliederung des Niederrheinischen ins Niederländische:

„Man sollte das Niederrheinische nördlich der Linie der Lautverschiebung, also in Geldern, Mörs, Kleve, zum Niederländischen schlagen.“

### Mittelalter

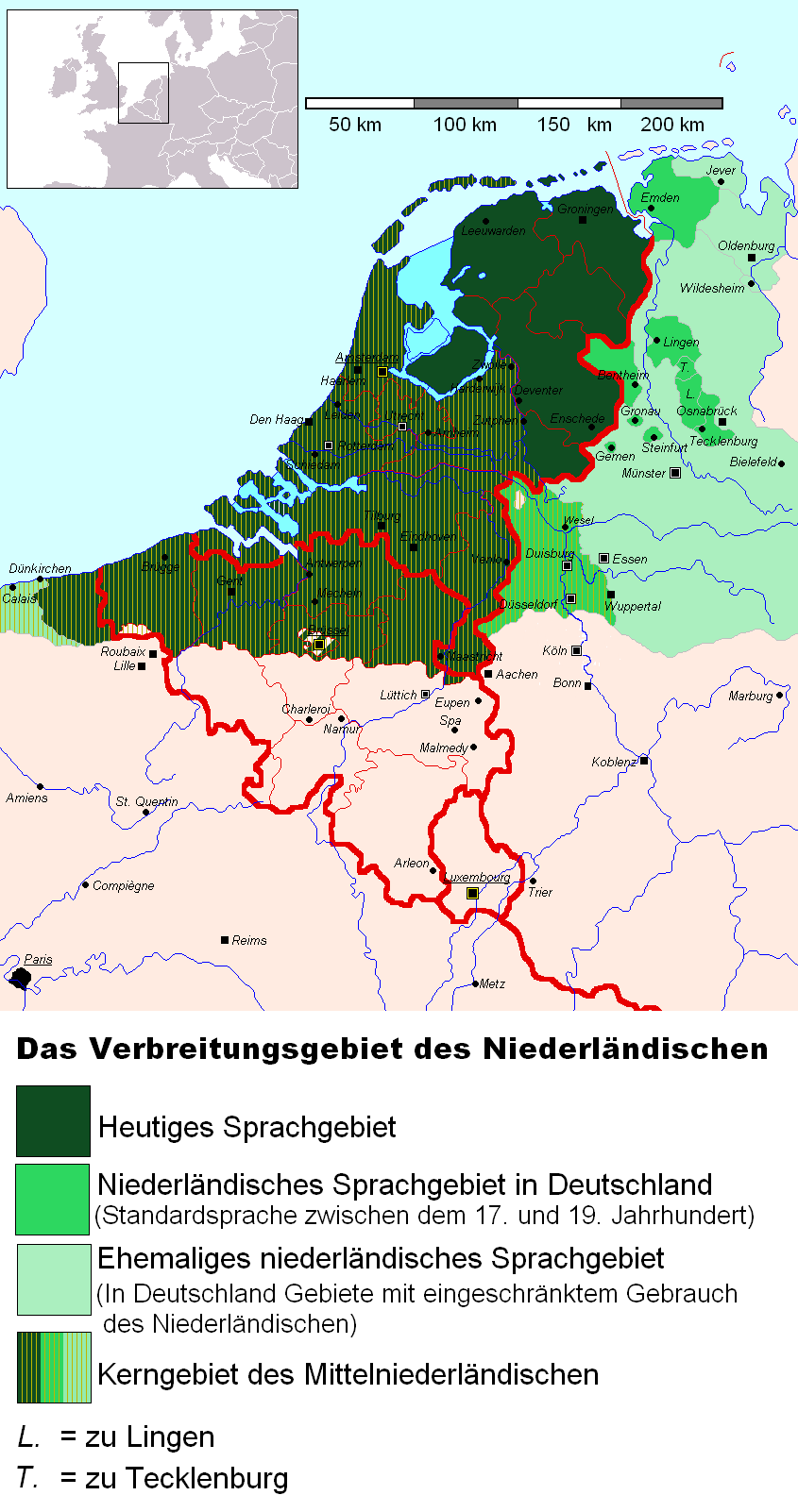
Der Geltungsbereich des Niederländischen einst und heute

Im Mittelalter gehörte der Niederrhein zu jenen Gebieten, in denen die Mittelniederländische Sprache verwendet wurde. Im 15. Jahrhundert begann der Vormarsch des Mitteldeutschen, genauer des Altkölnischen, und ab dem 16. Jahrhundert des Hochdeutschen in Teilen des niederfränkischen Sprachgebiets.

### 16. Jahrhundert
1544 hatte Köln das Gemeine Deutsch für seinen Herrschaftsbereich eingeführt. Damit dehnte sich die moderne deutsche Schriftsprache auch nach Norden und Westen aus. Köln dehnte seinen sprachlichen Einflussbereich bis weit in die späteren Niederlande aus. So entstand im 16. Jahrhundert eine neue Ausgleichsgrenze zwischen dem Kölner Ripuarischen und den niederfränkischen Dialekten und in der Folge die heutigen südniederfränkischen Dialekte, die zwischen dem Nordnieder- und Mittelfränkischen standen und reine Übergangsdialekte darstellten.
Aber die Einführung der deutschen Schriftsprache endete an den Grenzen der Habsburgischen Niederlande, zu denen das Haus Habsburg zwischen den Jahren 1524 und 1543 auch die nördlichen Provinzen erwerben konnte. In diesem „burgundischen“ Erbe war das Französische die bedeutende Kultursprache. In den sieben Nordprovinzen hatte allerdings eine niederfränkisch/niederländische Schriftsprache bedeutend an Einfluss gewonnen, die auf den Dialekten der Provinzen Holland und Brabant fußte und die im 16. Jahrhundert weit in den Raum des Niederrheins ausstrahlte (Brabanter Expansion). So standen die kleverländischen sowie teilweise auch die westfälischen Dialekte des Westmünsterlandes und darüber hinaus stark unter dem Einfluss der brabantisch-holländischen Schriftsprache.

### 17. Jahrhundert
Im 17. und 18. Jahrhundert wurden die politischen Grenzen am Niederrhein neu gezogen. Im Jahr 1614 konnte Kur-Brandenburg seine ersten Besitzungen am Niederrhein erwerben, wo es unter anderem sein Erbe im Herzogtum Kleve antrat.
Im Frieden von Utrecht 1713 wurde das habsburgische Oberquartier Roermond des alten Herzogtums Geldern (seit 1543 bei Habsburg) unter seinen Nachbarn aufgeteilt:
- Preußen erhielt den größten Teil des Oberquartiers. Es erhielt die Ämter Kessel (mit den größeren Gemeinden Kessel, Venray, Horst, Sevenum, Well, Afferden und Middelaar), Straelen, Geldern (mit den größeren Gemeinden Geldern und Rayen), Wachtendonk und Krickenbeck mit der Exklave Viersen. Diese Gebiete bildeten das Preußische Oberquartier.
- Die Niederlande erhielten den größten Teil des Amtes Monfort mit den Exklaven Venlo, Beesel und Nieuwstad. Dieses Gebiet bildete das Statische Oberquartier.
- Das Haus Habsburg konnte nur einen kleinen Teil des Amtes Monfort für seinen Machtbereich behalten. Es behielt die Gemeinden Roermond, Swalmen, Elmpt, Niederkrüchten und Wegberg. Daneben wurden die Gemeinden Meijel, Nederweert, Weert, Wessem, Kessenich, Obbicht, Herten und Maasniel erworben. Diese Gebiete bildeten das nun Österreichische Oberquartier (siehe auch Österreichisch Geldern).
- Das Herzogtum Jülich konnte die Enklave Erkelenz erwerben und eingliedern, die zuvor zum Amt Monfort gehört hatte. Dieses Gebiet wurde auch als Jülisches Oberquartier bezeichnet.

Mit der Eingliederung der niederrheinischen Gebiete in Preußen wurde dort formal auch das Deutsche als Schriftsprache eingeführt. Aber das Deutsche konnte sich in diesen Gebieten nur unterschiedlich durchsetzen. Das Niederrheingebiet sowie das zu Köln gehörende Amt Rheinberg standen damit Ende des 18. Jahrhunderts unter Konkurrenz zweier Hoch- und Kultursprachen, während in der Grafschaft Moers einschließlich der damals im Vergleich zu heute noch kleinen Städte Krefeld und Duisburg nur das Deutsche galt.
Das rechtslippische Gebiet des ehemaligen Herzogtums Kleve war bereits zweisprachig. Neben dem Deutschen wurde auch Niederländisch benutzt; nur in der damaligen Beamtenstadt Wesel und deren Umland wurde allein das Deutsche verwendet. Das Klever Gebiet zwischen Lippe und Maas war ebenfalls zweisprachig, wobei hier dem Niederländischen eindeutig der Vorzug gegeben wurde. Allein die Stadt Kleve und die Pfälzersiedlungen waren von der deutschen Schriftsprache dominiert.
Im Bereich des einstigen Herzogtums Geldern dominierte das Niederländische gegenüber dem Deutschen. Im gelderischen Oberquartier spielte die Maas bereits die Rolle einer Sprachgrenze: Während das Gebiet links des Flusses mit den Orten Venray und Horst fast ausschließlich nur Niederländisch verwendete, so gebrauchte man rechts der Maas und in der Enklave Viersen bereits auch das Deutsche in begrenztem Rahmen. Dieses Gebiet war demnach nur überwiegend niederländischsprachig. Die gelderischen Niederquartiere (welche heute im Wesentlichen die niederländische Provinz Gelderland ausmachen) verwendeten nur das Niederländische.
Das zu Köln gehörende Amt Rheinberg war zu jener Zeit ebenfalls zweisprachig, wobei aber dem Deutschen der Vorzug gegeben wurde. Die ehemalige gelderische Enklave Erkelenz verwendete im Gegensatz zum übrigen Herzogtum Jülich überwiegend Niederländisch.

### 19. Jahrhundert
Zwischen 1803 und 1810 wurde das Niederrheingebiet dem französischen Kaiserreich eingegliedert. Das linksrheinische Gebiet wurde 1806 dem Departement Roer und das rechtsrheinische mit Ausnahme der Stadt Wesel in das Departement Lippe eingegliedert. Wesel und dessen Umland wurde dem Roer-Departement zugeschlagen. Das rechtsrheinische Gebiet wurde in demselben Jahr an das neuernannte und vergrößerte Großherzogtum Berg angeschlossen. Doch bereits 1810 wurde dieses Gebiet jedoch vom französischen Kaiserreich annektiert und eingegliedert.
 Das Deutsche wurde folgedessen auch durch das Französische als Amtssprache abgelöst. Die Niederrheiner favorisierten ihrerseits das Niederländische, das sich nun wieder als Dachsprache durchsetzen konnte. Dabei wurde das Deutsche sogar aus jenen niederrheinischen Gebieten zurückgedrängt, in denen es vorher überwiegend benutzt wurde.
1815 wurden, als Folge des Wiener Kongresses, die Grenzen am Niederrhein und der Maas neu gezogen. Das erneut an Preußen angegliederte Niederrheingebiet bildete nun die Provinz Jülich-Kleve-Berg, und dort wurde Deutsch als alleinige Hochsprache verordnet. 1824 wurde diese Provinz mit der südlich gelegenen „Provinz Niederrhein“ zur neuen Rheinprovinz zusammengeschlossen. 1827 wurde Niederländisch als Kirchensprache auf Drängen Preußens vom Bischof von Münster verboten. Ein Jahr später durfte in den Schulen von Preußisch-Obergeldern aufgrund einer Verordnung der Regierungspräsidenten nur noch auf Hochdeutsch unterrichtet werden. Mit dem Versuch des preußischen Staates, den Niederrhein zu Gunsten des Deutschen einsprachig zu machen, und der sich bei diesem Vorhaben auf den Rückhalt der römisch-katholischen wie der evangelischen Kirche sicher sein konnte, reagierte die Bevölkerung mit einem verstärkten Festhalten am Neuniederländischen, das wenig später durch das moderne Standardniederländische ersetzt werden sollte. Katholiken und Reformierte forcierten nun den ausschließlichen Gebrauch des Niederländischen: Während die Reformierten (vor der Einführung des Standardniederländischen) eine holländisch-brabantische Variante forcierten, verwendeten die Katholiken eine flämisch-brabantische, womit sie der offiziellen Sprachpolitik der römisch-katholischen Kirche in Deutschland widersprachen.
In den Revolutionsjahren 1848/49 wurde von staatlicher Seite versucht, das Niederländische gezielt aus diesem Gebiet zurückzudrängen. Das Niederländische war nur noch als Kultur- und Kirchensprache der Reformierten zugelassen.
Zwischen den Jahren 1817 und 1866 wurde in Preußen eine Evangelische Landeskirche (Unierte Kirche) etabliert, die die lutherische und die reformierte Lehre vereinigte. Infolgedessen war am Niederrhein auch der reformierte Gottesdienst allein auf Deutsch abzuhalten, und das Niederländische verlor dadurch in dieser Region langsam seinen einstigen Rang.
Nach der deutschen Reichsgründung (1871) war am Niederrhein bei allen Behörden und Ämtern nur noch der Gebrauch des Deutschen zugelassen. Zuvor wurde Niederländisch in manchen Gemeinden noch bis Mitte des 19. Jahrhunderts als Schulsprache verwendet oder neben dem Deutschen als Zweitsprache gelehrt. So war es bis etwa 1860 am Niederrhein noch möglich, bei Behörden und Ämtern Gesuche und ähnliches auf Niederländisch einzureichen. Um die Jahrhundertwende galt der Niederrhein als einsprachig deutsch.

### 20. Jahrhundert
Um die Jahrhundertwende hatte sich das Deutsche am Niederrhein als dominante Dachsprache durchgesetzt und das Niederländische abgelöst. Allein die Gruppe der Altreformierten gebrauchte noch Niederländisch als Kirchensprache, bis dieses 1936 von den Nationalsozialisten abgeschafft wurde.

## Begrenzung nach Isoglossen
Die Abgrenzung des Kleverländischen zu anderen verwandten Idiomen ist äußerst schwierig. So sind beispielsweise die sprachlichen Unterschiede zwischen dem Kleverländischen und den benachbarten Dialekten in einem brabantisch-gelderischen Übergangsgebiet in den Niederlanden gering, sodass man heute beide Sprachvarianten mitunter zusammenfasst.
Aber auch eine Abgrenzung zum Brabantischen ist schwierig, da dieses vor allem seit dem 16. Jahrhundert einen großen Einfluss auf den Niederrhein hatte. So wurden verschiedentlich Kleverländisch und Brabantisch unter dem Oberbegriff „Brabantisch“ zusammengefasst.
Heute werden zur Abgrenzung des Kleverländischen von verwandten Idiomen hauptsächlich Isoglossen verwendet:
Die Uerdinger Linie (ik/ich-Isoglosse) südlich von Venlo trennt Kleverländisch von Südniederfränkisch. Neuere Forschungen zeigen, dass die tatsächliche Grenze zwischen beiden Dialektgruppen eigentlich höher ist, zwischen Venray und Horst.
Manchmal wird dafür aber, vor allem in den Niederlanden, auch die Diest-Nijmegen- oder houden/halten-Linie (nach der ou/al-Isoglosse) genommen. Diese Isoglosse trennt nach Ansicht der niederländischen Germanisten das Kleverländische vom benachbarten Brabantischen und den anderen niederländischen Dialekten. Hierfür wird bei den deutschen Germanisten mehrheitlich die ij/ie-Isoglosse (sogenannte mijn/mien-Linie) benutzt, die auch als ijs/ies-Isoglosse bekannt ist. Die sich nach Norden abschwächende Einheitsplurallinie (sogenannte „Westfälische Linie“) schließlich trennt das Kleverländische vom Niedersächsischen.
Der Rheinische Fächer ist die Sammlung der Isoglossen die die Sprachgrenzen zwischen den mittelfränkischen und kleverländischen  Sprachen untereinander und zu den umgebenden Sprachräumen beschreibt. Seine nördlichste, die Einheitsplurallinie, gilt nach Norden und Osten als die Grenze zu den Westfälischen Mundarten, während die Uerdinger Linie quer durch den ripuarischen Sprachraum verläuft, ebenso wie die Benrather Linie.

## Verbreitung
Zum Oberbegriff „Nordniederfränkisch“ zählen:
- Kleverländisch (niederländisch Kleverlands) oder Klevisch[9]: Die Mundarten des unteren Niederrheins (Kreise Kleve und Wesel) sowie die des westlichen (niederrheinischen) Teile des Ruhrgebiets, Duisburg (Duisburger Platt), nördliche und westliche Stadtteile von Oberhausen
- Ostbergisch: Die Dialekte des Ostbergischen können – rein formalistisch (Uerdinger Linie als Grenzlinie im Westen einerseits und Westfälische Linie im Osten andererseits) – dazugezählt werden.
Diese wurden auch, wenn auch nicht in ihrer Gesamtheit, als Teil des Bergischen aufgefasst, da für sie unterschiedlich starke Einflüsse einerseits des Ripuarischen im Bereich um Mülheim an der Ruhr, Essen-Kettwig und Essen-Werden und andererseits des Westfälischen im Bereich um Velbert-Langenberg kennzeichnend sind.  Die unten unter „Sprachbeispiele“ zitierten Wenkersätze sind jedenfalls nicht beispielhaft für die ostbergische Dialektgruppe.

## Sprachbeispiele
- „Ek heb noch efkes afgewaachd, ob dat, wach’e min seggen wold.“
  - „Ich habe noch kurz abgewartet, was du mir sagen wolltest.“
  - (Ndl.) „Ik heb nog even afgewacht (op dat) wat je (ge) me zeggen wou.“
- „En den Wenter stüwe di drööge Bläär dörr de locht eröm“ (Georg Wenker Satz 1)
  - „Im Winter fliegen die trockenen Blätter in der Luft herum.“
  - (Ndl.) „In de winter waaien (stuiven)  de droge bladeren rond in de lucht.“
- „Et sall soon üttschaije te shnejje, dann werd et wäär wer bäter.“ (Wenker Satz 2)
  - „Es hört gleich auf zu schneien, dann wird das Wetter wieder besser.“
  - (Ndl.) „Het zal zo ophouden (uitscheiden) met sneeuwen, dan wordt het weer weer beter.“
- „Hej es vörr vier of säss wääke gestörwe.“ (Wenker Satz 5)
  - „Er ist vor vier oder sechs Wochen gestorben.“
  - (Ndl.) „Hij is vier of zes weken geleden gestorven.“
- „Het füür was te hätt, die kuuke sinn ja an de onderkant heel schwaort angeschröt.“ (Wenker Satz 6)
  - „Das Feuer war zu heiß, die Kuchen sind ja unten ganz schwarz gebrannt.“
  - (Ndl.) „Het vuur was te heet, de koeken zijn aan de onderkant helemaal (geheel) zwart aangebrand (aangeschroeid).“
- „Hej dütt die eikes ömmer sonder salt än pääper ääte.“ (Wenker Satz 7)
  - „Er isst die Eier immer ohne Salz und Pfeffer.“
  - (Ndl.) „Hij eet de eitjes altijd zonder zout en peper.“

## Mundart und Schriftsprache
Im 12. Jahrhundert kam im Rhein-Maas-Dreieck – dem Gebiet, in dem heute die nord- und die südniederfränkische Mundarten gesprochen werden – die heute so genannte rheinmaasländische Schriftsprache auf. Diese wies zwar viele Elemente der regionalen Mundarten auf, ist aber nicht mit diesen gleichzusetzen. Das Kleverländische und das Südniederfränkische waren die gesprochene Sprache der – oft schreibunkundigen – einfachen Leute; die rheinmaasländische Schriftsprache dagegen war die geschriebene Sprache der gehobenen Stände und Kanzleien. Die rheinmaasländische Schriftsprache hatte Latein als Schreibsprache weitgehend abgelöst, bis es ab dem 16. Jahrhundert an Bedeutung verlor; einerseits zugunsten des sich über Köln nach Norden ausbreitenden „Hochdeutschen“, andererseits zugunsten einer in den heutigen Niederlanden entstehenden eigenen Schriftsprache. Allerdings konnte sich diese „Hochdeutsche Schriftsprache“ nicht überall am Niederrhein gleich schnell verbreiten. Über einen längeren Zeitraum existierten in manchen Städten (u. a. in Geldern, Kleve, Wesel, Krefeld) Deutsch und Niederländisch nebeneinander, und Erlasse wurden in beiden Schriftsprachen herausgegeben.
Ab dem 18. Jahrhundert war die sprachliche Trennung zwischen (deutschem) Niederrhein und (niederländischem) Maasgebiet abgeschlossen. Die jeweiligen Hoch- und Schriftsprachen gingen getrennte Wege. Nordniederfränkisch und Südniederfränkisch als gesprochene Mundarten überdauerten aber die neuen Grenzen und hielten sich bis in die Neuzeit.